# Поповское сельское поселение (Белгородская область)
Попо́вское се́льское поселе́ние — муниципальное образование в Корочанском районе Белгородской области.
Административный центр — село Поповка.

## История
Поповское сельское поселение образовано 20 декабря 2004 года в соответствии с Законом Белгородской области № 159.

## Население
| 2010  | 2011  | 2012  | 2013  | 2014  | 2015  | 2016  | 2017  | 2018  |
| ----- | ----- | ----- | ----- | ----- | ----- | ----- | ----- | ----- |
| 1609  | ↘1606 | ↘1594 | ↘1584 | ↘1576 | ↗1592 | ↗1617 | ↗1636 | ↗1655 |
| 2019  | 2020  | 2021  |       |       |       |       |       |       |
| ↘1613 | ↘1582 | ↘1321 |       |       |       |       |       |       |

## Состав сельского поселения
| № | Населённый пункт | Тип населённого пункта       | Население |
| - | ---------------- | ---------------------------- | --------- |
| 1 | Голевка          | хутор                        | ↘51       |
| 2 | Искра            | посёлок                      | ↗190      |
| 3 | Крученый         | хутор                        | →40       |
| 4 | Новая Деревня    | хутор                        | ↗28       |
| 5 | Поповка          | село, административный центр | ↗1300     |